# Stethojulis notialis
Stethojulis notialis là một loài cá biển thuộc chi Stethojulis trong họ Cá bàng chài. Loài này được mô tả lần đầu tiên vào năm 2000.

## Từ nguyên
Từ định danh của loài trong tiếng Latinh có nghĩa là "phương nam", hàm ý đề cập đến sự xuất hiện của chúng ở Tây Nam Thái Bình Dương.

## Phạm vi phân bố và môi trường sống
S. notialis có phạm vi phân bố ở Tây Nam Thái Bình Dương. Loài này đã được ghi nhận tại Nouvelle-Calédonie, đảo Norfolk (Úc), Vanuatu, Fiji, Wallis và Futuna và Tonga.
Loài này sống gần các rạn san hô ở vùng nước nông có độ sâu đến 6 m.

## Mô tả
S. notialis có chiều dài cơ thể tối đa được ghi nhận là 7,4 cm.